# 斯特普尼綠地站
斯特普尼綠地站（英語：Stepney Green tube station）是倫敦地鐵區域線和漢默史密斯及城市線位於倫敦東部斯特普尼的車站。
1902年，白教堂及堡鐵路開設本站。電氣化列車服務始於1905年。1923年，車站的擁有權雖然轉至倫敦、米德蘭及蘇格蘭鐵路，但區域線卻營運列車服務。1936年，漢默史密斯及城市線亦開始在本站運行。各條鐵路被國有化後，本站最終由倫敦地鐵接管。
淺層的車站有兩個月台。售票處設於地面，月台與售票處之間以樓梯連接。車站的格局和設計幾乎毫無變更。
51°31′19″N 0°02′47″W / 51.52194°N 0.04639°W